# Burg Kronwinkel
Die Burg Kronwinkel ist eine abgegangene Höhenburg auf 605 m ü. NN etwa dreihundert Meter nordwestlich, an Stelle der erhöht gelegenen 1684 errichteten Lorettokapelle des Ortsteils Kronwinkel der Gemeinde Tannheim im Landkreis Biberach in Oberschwaben. 
Von der ehemaligen Burganlage ist nichts erhalten.